# Brats (Alta Garona)
Brats (francès Brax) és un municipi occità de Savès a Comenge (Gascunya) situat en el departament de l'Alta Garona, a la regió d'Occitània.

## Monuments

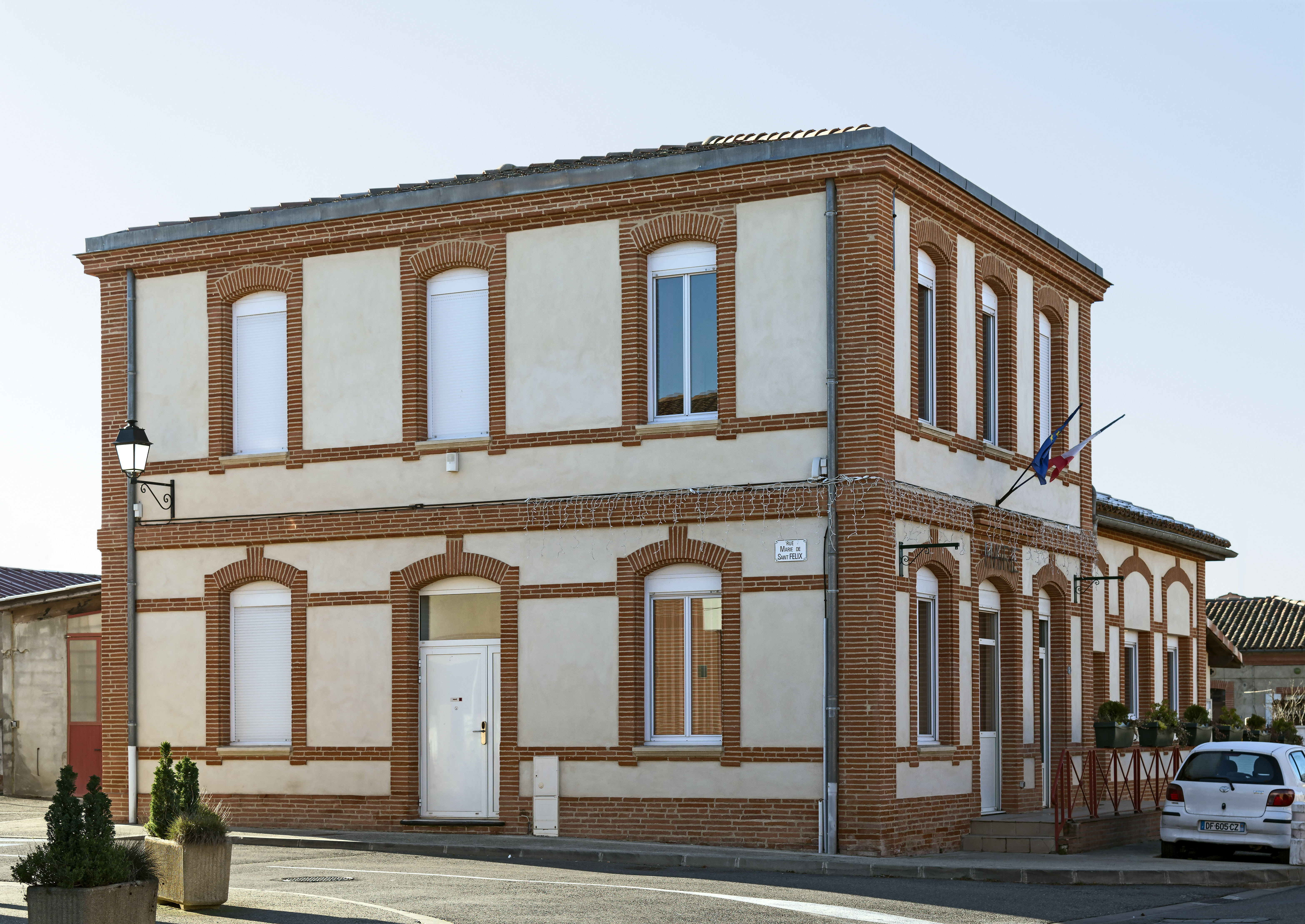
Ajuntament
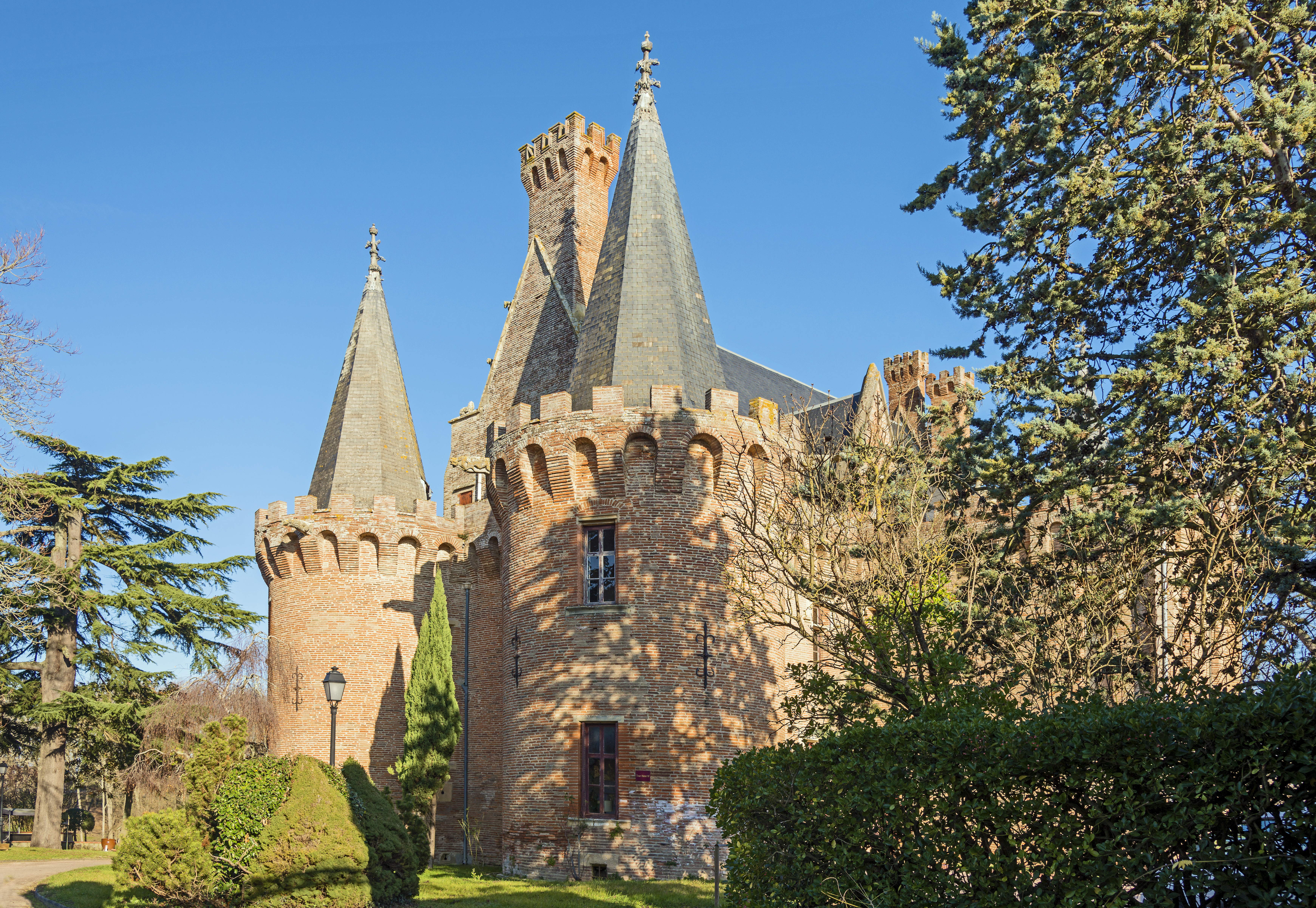
El castell.
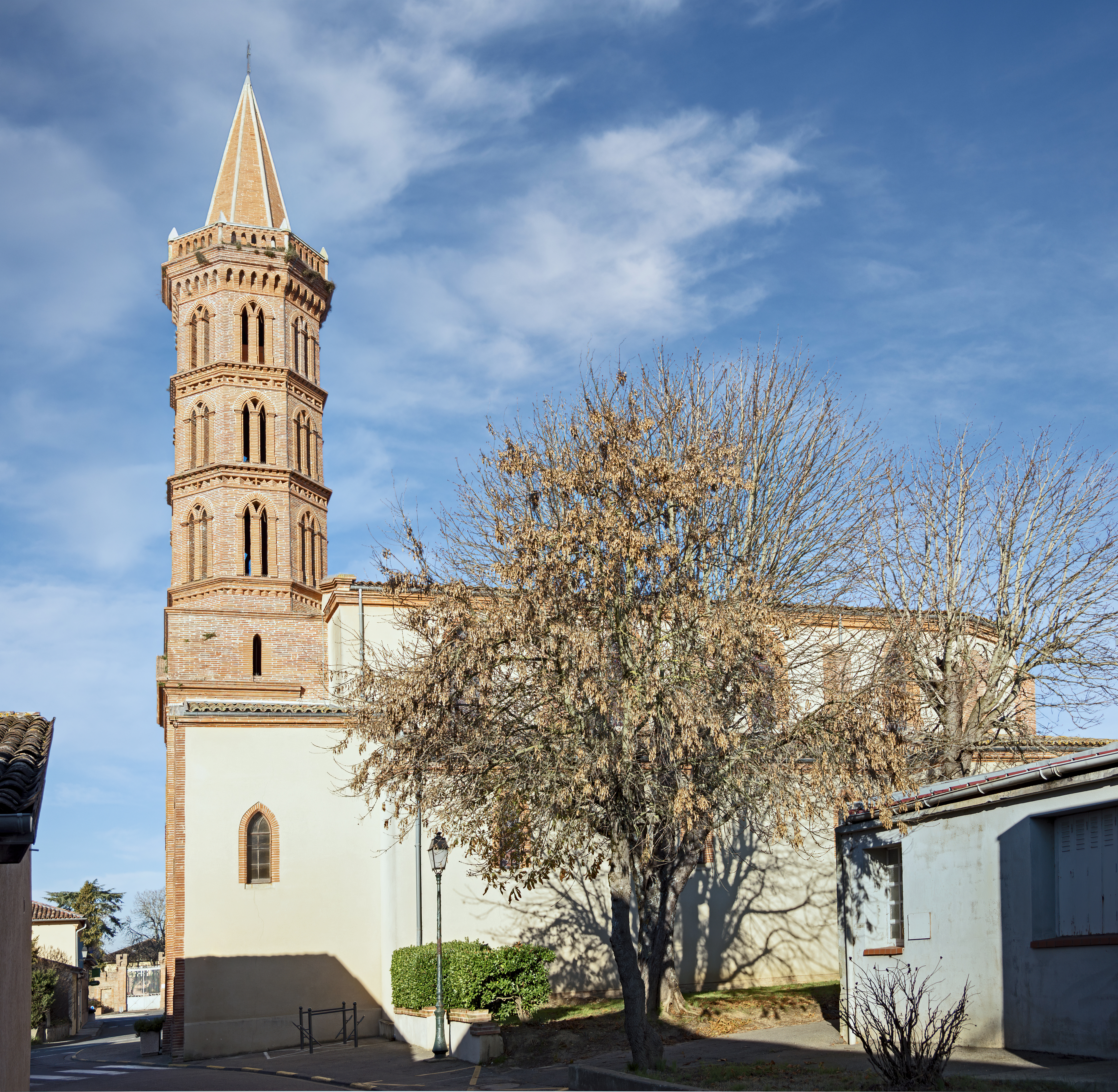
L'església. Saint-Orens
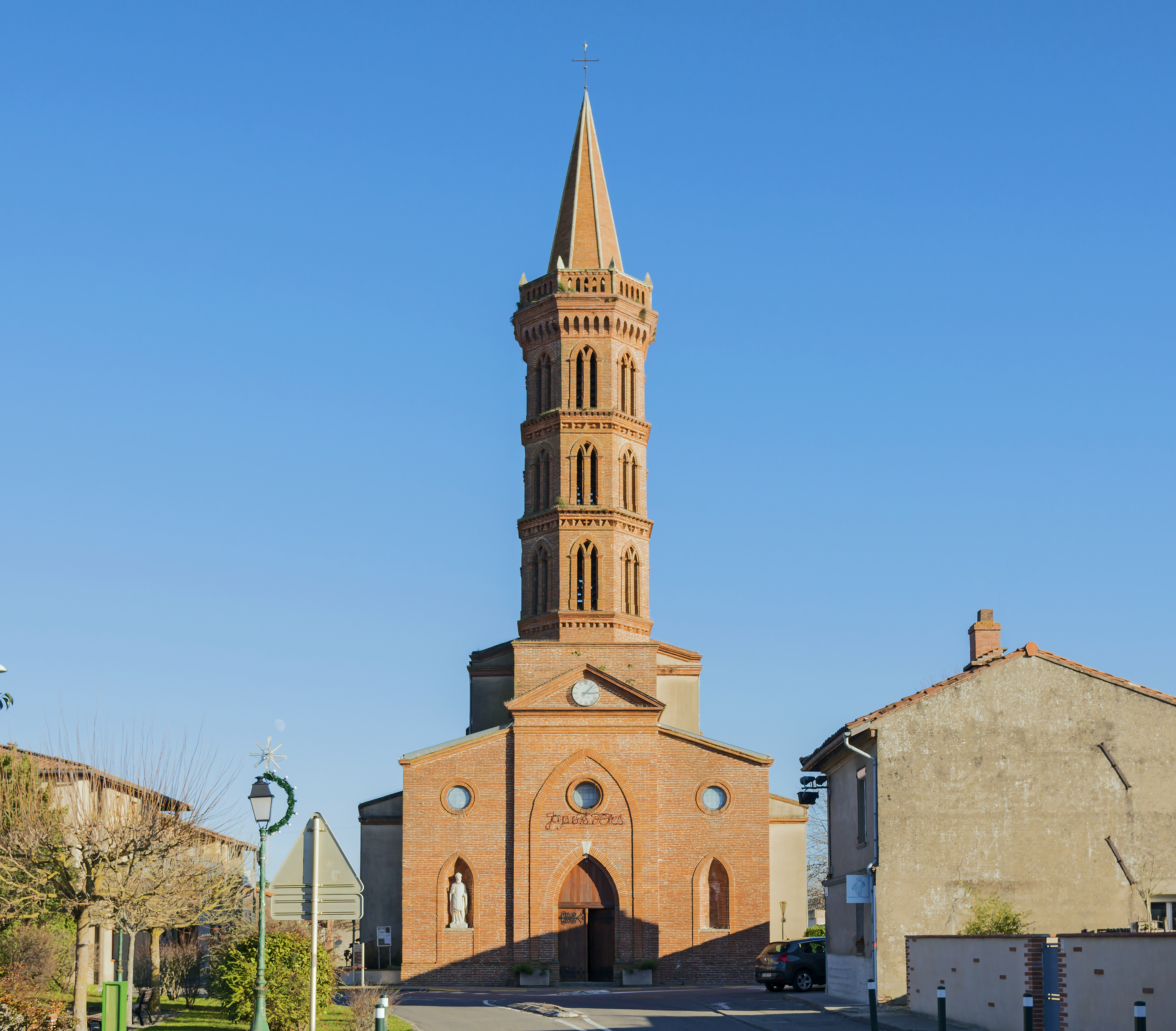
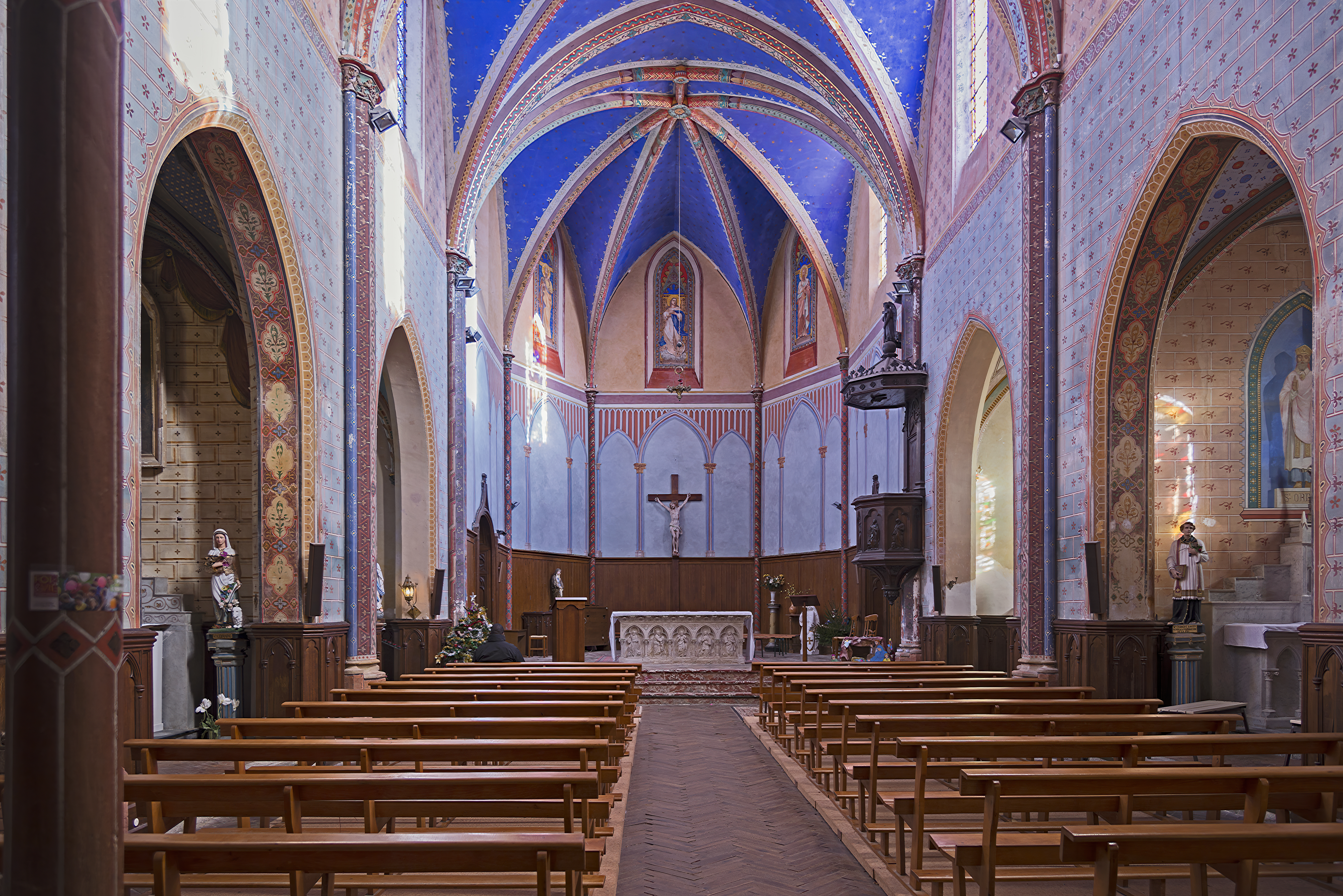
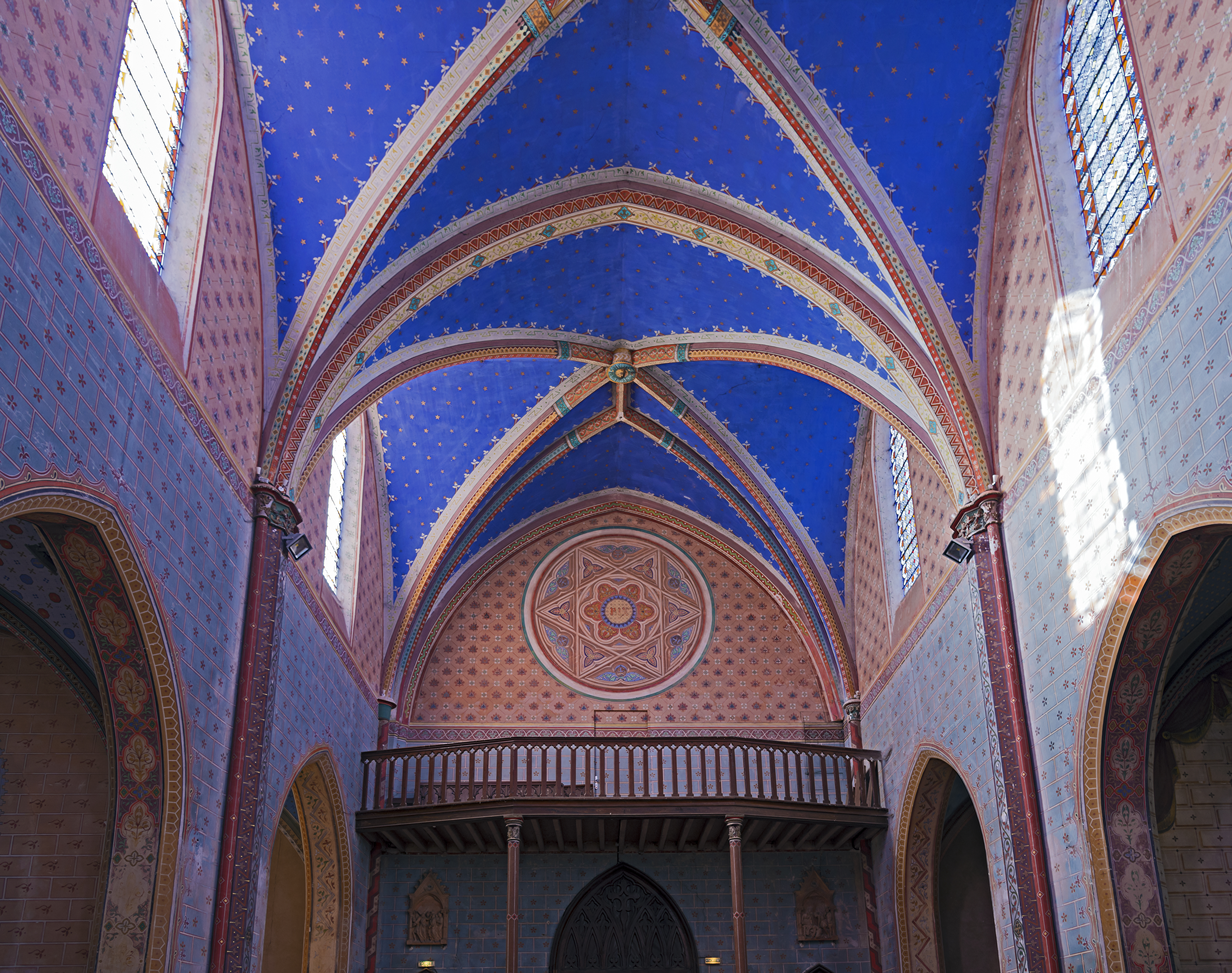